# Mocaiana
Mocaiana is een plaats (frazione) in de Italiaanse gemeente Gubbio.